# Max Wissner
Maximilian (Max) Wissner (* 18. Juni 1873 in Geiersberg, Böhmen; † 14. Juni 1959 in Regensburg) war ein deutscher Maler, der hauptsächlich in Regensburg tätig war.

## Leben
Max Wissner wurde als zweites Kind des Architekten und Eisenbahningenieurs Gustav Wissner und seiner Frau Sophie geboren. 1882 zog die Familie nach Karlsruhe. 1887 begann Max Wissner eine Lehre als Dekorationsmaler. Von 1890 bis 1893 besuchte er die Kunstgewerbeschule Karlsruhe, wo er bei Hermann Götz studierte.
1891 zog die Familie nach Regensburg; der Vater Gustav Wissner wurde Architekt beim dortigen königlichen Landbauamt. 1893–1896 leistete Max Wissner seinen Militärdienst und ging anschließend auf Wanderschaft. 1900 hielt er sich teilweise in Regensburg auf und schloss Bekanntschaft mit dem Bankier Max Weinschenk. 1908–1914 studierte er an der Akademie der bildenden Künste Stuttgart bei Robert Haug. 1914 meldete er sich freiwillig zur Teilnahme am Ersten Weltkrieg. Nach Kriegsende 1918 lebte er bei seiner Mutter und Schwester in Regensburg.
1924 war Wissner Mitbegründer der Künstlervereinigung „Eule“. 1945 wurde er zum Vorsitzenden der Künstlervereinigung Regensburg gewählt, die nur kurz existierte. 1946 wurde er Ehrenpräsident des Berufsverbands Bildender Künstler Niederbayern und Oberpfalz und 1952 zum Ehrenmitglied des Kunst- und Gewerbevereins Regensburg. Nach einem Schlaganfall 1955 war er rechtsseitig gelähmt.

## Wissner im Nationalsozialismus
Max Wissner hat seinen Stil in der Zeit des Nationalsozialismus laut einer kunstgeschichtlichen Untersuchung nicht verändert und konnte ungestört weiterarbeiten. Er war kein Mitglied der NSDAP, trat aber 1937 in die Reichskammer der bildenden Künste ein. Sein Freund, der Zinngießer Richard Wiedamann, stellte ihm die dafür notwendigen „Unterlagen zum Nachweis seiner ‚arischen‘ Abstammung“ zusammen. Wissner nahm  regelmäßig an Ausstellungen des Kampfbundes für deutsche Kultur oder der NS-Kulturgemeinde teil: so beispielsweise 1934 an der Nordbayerische Kunst-Ausstellung in der Nürnberger Norishalle mit dem Bildnis „SS-Mann Idelseher“, oder im Mai 1935 im Kunst- und Gewerbeverein Regensburg im Rahmen der „Braunen Ostmarkmesse“ mit dem Gemälde „Hitlerjunge“ oder 1936 an der Schau Kunstschaffen in der Bayerischen Ostmark (in Bayreuth), die unter dem Protektorat von Gauleiter Fritz Wächtler und unter der Künstlerischen Leitung des Regensburger Museumsdirektors Walter Boll stattfand.  An der Ausstellung „Entartete Kunst“ im Kunst- und Gewerbeverein Regensburg (1936) war Wissner mitbeteiligt, zusammen mit Jo Lindinger hängte er die verfemten Bilder  auf.

## Werk
Wissner malte überwiegend figürliche Motive, Landschaften und Porträts. Er schuf neben Bildnissen auch Altarbilder und Wandgemälde. Sein früher Malstil ist nahe dem Jugendstil und Impressionismus einzuordnen, später wurde er gegenständlich-dekorativ.
Im Jahr 2017 wurden bei Abrissarbeiten am alten Jahnstadion in Regensburg Deckenfresken mit Fußballszenen und Abbildungen der Gründerväter entdeckt, die als Arbeit von Wissner identifiziert wurden. Auf den Porträtbildern sind unter anderem die Mitglieder des Vorstandes des SSV Jahn, des damaligen Oberbürgermeisters Otto Hipp und des Baumeisters der 1931 eingeweihten Jahntribüne zu sehen. Vermutlich handelt es sich bei den weiteren Personen um Philipp Stumpf, Richard Heider und Joseph Zorzi. Wissner arbeitete als freischaffender Künstler in der „Werkstatt für Dekorationsmalerei“ bei Otto Zacharias jun. Von seinen erhaltenen Werken waren bis dahin nur wenige bekannt. Dabei zählt die „Ansicht von Alt-Regensburg“ auf einer Fläche von elf Quadratmetern als das älteste. Es befindet sich im Treppenhaus der ehemaligen „Müller’schen Töchterschule“ am Petersweg. Zudem gibt es eine von Wissner dekorierte Holzdecke im Bischofshof.

## Ausstellungen
- 1936 in Regensburg: Drei Künstler der Bayerischen Ostmark (im Rahmen der Kulturwoche der Stadt Regensburg unter der Leitung von Walter Boll Obmann der NS-Kulturgemeinde)
- 1948 Kunst- und Gewerbeverein Regensburg (Einzelausstellung zum 75. Geburtstag)
- 1964 Gedächtnisausstellung im Kunst- und Gewerbeverein Regensburg (unter Franz Xaver Gerstl und Walter Boll)
- 1998 Historisches Museum der Stadt Regensburg (Katalog Uta Spies)
- 2023 Kunst- und Gewerbeverein Regensburg (Zum 150. Geburtstag)

## Auszeichnung
- 1948: Ehrenpräsident des Berufsverbands Bildender Künstler auf Lebenszeit